# Club sandwich
En club sandwich, også kaldet clubhouse sandwich, er en sandwich med to lag pålæg mellem tre brødskiver af hvedebrød. En club sandwich skæres ofte ud i trekanter, som halverer eller kvarter skiverne, hvorefter brødskiverne (og dermed sandwichen) holdes sammen af en pind, der er stukket igennem den øverste og nederste brødskive.  En club sandwich kan serveres sammen med  pommes frites, chips, coleslaw eller kartoffelsalat, der placeres på eller ved siden af sandwichen. Ingredienser i en traditionel club sandwich er kalkun, bacon, salat, og tomater. Ost og/eller mayonnaise er ofte en del af en club sandwich. Sandwichen bliver oftest serveret på ristet brød, men uristet brød kan også anvendes. Bacon erstattes nogle gange med skinke, og kalkun kan erstattes med kylling. En smule syltet agurk og/eller garniture som persille forekommer ofte. I Danmark er club sandwichen desuden kendt for at indeholde karrydressing.
Det er omtvistet, hvem der opfandt retten, men det er en populær teori, at club sandwichen blev opfundet på den eksklusive spilleklub 'Saratoga Club' i Saratoga Springs, New York, i slutningen af det 19. århundrede. Club sandwich har været på menukortet på amerikanske restauranter i hvert fald siden 1899.

## Eksterne links
- Wikimedia Commons har flere filer relateret til Club sandwich